# Shipunov 2A42
Lo Shipunov 2A42 è un cannone automatico 30 mm russo costruito dal gruppo d'imprese Tulamashzavod.

## Design
Il cannone 2A42 è utilizzabile con proiettili HE-T e AP-T. L'operatore può scegliere tra due velocità di fuoco automatico, bassa (tra 200 e 300 colpi/min) e alta (550 colpi/min). Secondo il produttore, il tiro utile contro bersagli terrestri come veicoli con armatura leggera è 1,500 m mentre contro bersagli non protetti 2,500 m. I bersagli aerei a bassa quota possono essere ingaggiati fino a 2,000 m a velocità subsoniche. Viene utilizzato in una torretta biposto sul veicolo da combattimento della fanteria BMP-2, inoltre è montato sul BMD-2 sul BMD-3 e sul BTR-90. Più recentemente, il cannone 2A42 è stato installato nella nuova torretta del BTR-T (un APC basato sullo scafo dell'MBT T-55) e di altri veicoli. Il disegno del cannone viene dalla KBP.

## Munizione
L' 2A42 spara il 30x165 mm, una munizione sovietica introdotta negli anni settanta come sostituta del precedente 30 mm. Altre armi che utilizzano la stessa cartuccia sono per esempio i cannoni 2A38 e 2A72 per utilizzo su veicoli ed elicotteri, o ad esempio l'AK-630 per la difesa di punto. I 2A42, 2A38 e 2A72 utilizzano munizioni con innesco a percussore; mentre le versioni navali e aeree innesco elettrico, e per questo motivo non sono intercambiabili nonostante la stessa dimensione della cartuccia.
Inizialmente furono sviluppate tre versioni del 30 × 165 mm: esplosive incendiarie, esplosive a frammentazione traccianti, e perforanti traccianti. Successivamente furono anche introdotti traccianti decalibrati, e oggi sono diversi i paesi a produrre il 30x165 con innesco a percussore. I principali tipi di munizione sono riassunti qui sotto:
| Nome  | Tipo     | Peso proiettile (g) | Carica esplosiva (g) | Velocità iniziale (m/s) | Note |
| ----- | -------- | ------------------- | -------------------- | ----------------------- | --- |
| 3UOF8 | HEI      | 389                 | 49 g                 | 960                     | Munizione esplosiva-incendiaria con spletta A-670M. La spoletta si attiva con 0.15 ms di ritardo, e un meccanismo di autodistruzione fa detonare il proiettile dopo un intervallo da 7.5 a 14.5 secondi di volo (3900–5300 m di distanza). |
| 3UOR6 | HE-T     | 385                 | 11.5 g               | 960                     | Proiettile esplosivo a frammentazione con tracciante, con la medesima spoletta A-670M. Il tracciante dura 10-14 secondi. |
| 3UBR6 | APBC-T   | 400                 | nessuna              | 970                     | Perforaotre con tracciante. Il tracciante dura 3.5 secondi. Penetrazione con impatto angolato a 60°: 20mm a 700 m 14mm a 1500 m 18mm a 1500 m                                                                                              |
| 3UBR8 | APDS     | 304                 | nessuna              | 1120                    | Senza tracciante. Penetrazione: 25mm con impatto angolato a 60°,a 1500 m. |
| M929  | APFSDS-T | ?                   | nessuna              | ?                       | Proiettile perforante stabilizzato con nucleo in tungsteno . Penetrazione: 55 mm di acciaio a 1,000 m, 45 mm a 2,000 m. |

## Impiego

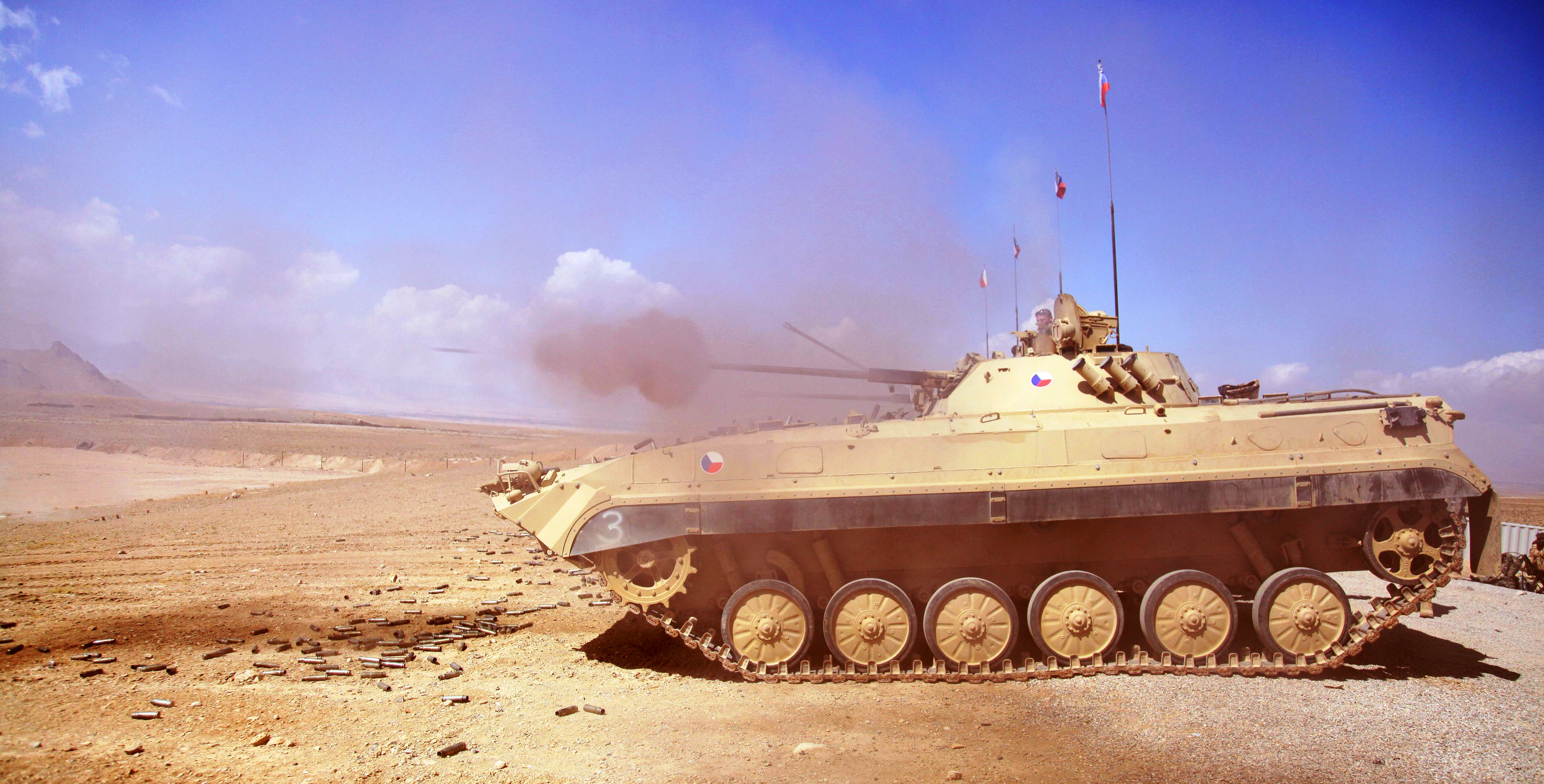
BMP-2 Ceco in Afghanistan, 2010.

Il cannone è stato utilizzato sin dagli anni 80 sui seguenti veicoli:
IFV
- 2T Stalker
- BMP-2
- BMP-30
- BMD-2
- BMD-3
- BTR-80A
- BTR-82A
- BTR-90
- BTR-T
- BMPT
- Fahd 280-30
- MT-LB 6MB
- Boragh
- Bumerang

Elicotteri d'attacco
- Mil Mi-28
- Kamov Ka-50
- Kamov Ka-52